# Jockey Club Córdoba
Jockey Club de Córdoba es un club social y polideportivo de la ciudad de Córdoba, Argentina. Siendo uno de los clubes más grandes de la Argentina, el Jockey Club cordobés cuenta con más de 10000 miembros y en su campo de deportes de más de 150 hectáreas, se erige una de las mejores infraestructuras existentes de la República Argentina para el desarrollo de actividades deportivas, sociales y culturales. En dichas instalaciones se encuentra el Hipódromo de Córdoba, campo de golf de 18 hoyos, 20 canchas de tenis de polvo de ladrillo, 3 canchas cubiertas de pelota paleta,2 canchas de hockey sobre césped, 7 canchas de rugby, 3 piletas de natación (entre ellas la única pileta olímpica de la provincia), 2 pistas de hípicos y sus 4 gimnasios (El gimnasio sede Country es uno de los mayores de la zona sur de la ciudad y es gerenciado por la empresa Megatlon). Su sede social se ubica en la esquina más tradicional de Córdoba, Av. General Paz y Av. Colón, su sede deportiva se encuentra en la Avenida Valparaíso y Elías Yofre, en Barrio Jardín. Por otra parte cuenta con dos sedes náuticas, las que se ubican en las localidades de Carlos Paz y los Molinos. También se destaca por sus equipos representativos de rugby, hockey (poseyendo su propio campo de hockey), natación, salto, pelota paleta, etc. 
El Jockey Club de Córdoba es conocido, sobre todo, por su equipo de rugby uno de los mejores de la Unión Cordobesa de Rugby. 

## Historia
Seis años anteriores a la creación del club, el 7 de noviembre de 1881, se sancionó la primera Ley que reglamenta las carreras de caballos. En ese tiempo, el ingeniero Luis Revol, tuvo la iniciativa de fundar una institución destinada al fomento de la actividad hípica, aunque no prosperó. Un 26 de enero de 1887 el vicegobernador de Córdoba, José Echenique y el ministro de Gobierno, Ramón Cárcano, emiten un decreto donde establecían tres carreras al año: el 25 de marzo, el 25 de mayo y el 9 de julio. Se fijó el monto de los premios y las condiciones que debían reunir los competidores. Luego se designó una comisión integrada por nueve miembros: Benigno Acosta fue el primer Presidente, Ceferino Ferreira el vicepresidente, Norberto Allende fue el primer secretario, y como vocales se designó a Manuel Torres Cabrera, Samuel Palacios, Justiniano Almeida, Pablo Moyano, Generoso Galíndez y Secundino del Signo.
El tiempo pasaba y se sumaban al Club figuras de gran relevancia política y social, que hoy resuenan en la historia del país y de Córdoba. Algunos de ellos fueron José Figueroa Alcorta –Presidente de la Nación-, José Echenique –vicegobernador provincial-, Luis Revol –intendente de Córdoba y Presidente del Club- y Rafael Núñez –diputado provincial y más tarde gobernador de Córdoba. 
El 24 de octubre de 1918 se autorizó a Telasco Castellano, Presidente del Jockey Club Córdoba para comprar 38 hectáreas y con la ayuda de un préstamo otorgado por el Jockey Club de Buenos Aires, se adquirieron las tierras donde actualmente se encuentra el Hipódromo de Barrio Jardín.
El ingeniero Blanco trazó los nuevos planos, el Club le obsequió una medalla de oro y lo designó miembro de una Comisión de Obras. El 23 de mayo de 1920 se inauguraron las instalaciones y los medios de comunicación se hicieron eco de la noticia.[cita requerida]
Seis años más tarde se amplió el terreno y al año siguiente se autorizó a la presidencia a construir los jardines.
Durante la presidencia de Elías Yofre se realizaron nuevas adquisiciones de terrenos y se ampliaron considerablemente las dimensiones de la propiedad, además de realizarse numerosas obras. Así nace el Jockey Club Córdoba; con idas y venidas pero con un precepto claro: ser un lugar donde se forjen lazos de amistad, contribuyendo a la integridad social, cultural y deportiva.[cita requerida]
Fue fundado el 26 de enero de 1887; solo cinco años después de su contrapartida porteña. Como su nombre lo indica, la institución se dedicó a promocionar las carreras de caballos o turf en el hipódromo que se ubicaba en el barrio General Paz.

A lo largo de los años el Jockey Club cordobés fue adquiriendo nuevas instalaciones, incluyendo 65 hectáreas fuera de la ciudad. En este terreno, apodado country, se ha construido un campo o link de golf , así como campos para la práctica de rugby, campo de hockey, salto, polo, tenis y muchos otros deportes.[cita requerida]

## Equitación
El Jockey Club de Córdoba posee una muy rica historia en el deporte hípico. La primera carrera de caballos debió efectuarse el 25 de marzo, pero por falta de inscriptos la competencia se postergo y finalmente se realizó el 25 de mayo. Fue una fiesta multitudinaria que no distinguió clases sociales. Hombres y mujeres de todos los estratos de la sociedad desbordaron las instalaciones.[cita requerida]
También se iniciaron en las pistas del Jockey de Córdoba jinetes de la talla de Roberto Tagle y Martín Dopazo, quienes juntos con el Dr. Arrambide fueron jinetes panamericanos, olímpicos y mundialistas. [cita requerida]
Entre sus instalaciones cuenta con una de las pistas de arena más grandes del país, una pre-pista de calentamiento, 240 boxes, caminador, piquetes de descanso, club house y la nueva pista de la escuela de equitación de la institución. 
El Jockey Club de Córdoba además es sede de los cuatro torneos más importantes del deporte en la provincia. El Torneo Aniversario del Jockey Club en abril, El Derby en el mes de octubre, el provincial a fines de noviembre y El Torneo del centro de la República a mediados de julio, siendo este último el concurso de equitación más importante del interior del país.

## Rugby
El rugby se ha jugado en el club de Barrio Jardín desde 1930 y hoy, más de 500 jugadores están registrados con el club lo que lo convierte en uno de los clubes más grandes de la Unión Cordobesa de Rugby.

El Jockey Club es uno de los mejores clubes de Córdoba, habiendo ganado el título del 93, 98, 2021, 2022 y algunos más.... A nivel nacional Jockey Club también ha obtenido buenos resultados.
El club tiene como rival histórico al Córdoba Athletic, en cada enfrentamiento de estos se pone en juego La Tourtle Cup. A este encuentro se lo conoce como "El Clásico de la Zona Sur".
El Jockey Club Córdoba hace ya más de 60 años que cuenta entre sus disciplinas al Rugby, deporte amateur. Esta disciplina se desarrolla en un predio de 10 hectáreas, en las que se encuentra el Club House y donde se han construido 3 canchas oficiales para la disputa de partidos de las divisiones superiores y juveniles, 2 canchas de Rugby Infantil y 4 canchas de entrenamiento. Estas canchas cuentan con tribunas y con un sistema de riego por aspersión computarizado.
Numerosos hombres del Jockey Club representaron al club en seleccionados provinciales y nacionales, entre los que se destacan Alejandro Allub, José María Luna, Martín Viola, Francisco Panessi, José Deheza, Juan Cruz Mallía, entre otros.

## Golf
El J.C.C. tiene desde la década de 1980 a esta disciplina como uno de los pilares fundamentales de este deporte en la Provincia de Córdoba. Con una cancha de 18 hoyos de altísima competencia y la misma está homologada por la Asociación Argentina de Golf y pertenece a la Federación de Golf de la Provincia de Córdoba.
Su aporte de alta competencia es el famoso Torneo "EL FEDERAL" de carácter Nacional. 